# Mioara Velicu
Mioara Velicu (n. 19 octombrie 1944 în satul Ireasca, comuna Gohor, județul  Tecuci, acum județul Galați) este o interpretă de muzică populară. Și-a început cariera artistică în anul 1963. Interpreta din zonă a dovedit o mare dragoste pentru folclor prin activitatea desfășurată.

## Biografie
A fost căsătorită cu fostul campion olimpic și mondial de lupte greco-romane Nicolae Martinescu.
Una dintre cele mai interesante personalități în galeria purtătorilor de cântec popular moldovenesc, Mioara Velicu este originară din satul Ireasca, comuna Gohor, județul Galați, dintr-o familie în care cântecul tradițional era cultivat în mod permanent, mama sa numărându-se printre cele câteva cântărețe recunoscute ale localității. 
Manifestând de timpuriu aptitudini muzicale deosebite, dublate și de o voce remarcabilă, prin jurul vârstei de 20 de ani devine solistă a ansamblului folcloric "Rapsodia Dunării" din Galați. 
Rămâne aici doar un an continuându-și ascensiunea artistică în cadrul orchestrei "Trandafir de la Moldova" din Bârlad, a cărui solista va fi între anii 1964 și 1980. 
Între timp turneele în țară, înregistrările de radio și televiziune, discul, îi aduc, odată cu consacrarea pe plan național și angajarea între anii 1980 și 1996, la unul dintre ansamblurile de primă mărime ale țarii, ansamblul "Ciocârlia" din București, al Ministerului de Interne. 
Este remarcabilă, de la debut și până în prezent ținuta sa artistica echilibrată, în permanență raportare la valorile tradiționale ale cântecului popular românesc și într-o constantă ascensiune, pe drumul performanței artistice. 
Performanță ce se realizează pe de o parte în plan repertorial, prin abordarea unei game tot mai bogate de registre expresive ale cântecului popular, pe de alta în plan vocal și tehnico-interpretativ, această voce, de excepțională frumusețe și cu totul originală prin culoarea sa bogată în rezonanțe grave, fiind pusă în valoare de către interpretă cu o virtuozitate și o agilitate ce rivalizează cu aceea a instrumentiștilor populari.
Stăpânirea deplină a tehnicilor vocale și a resurselor expresive specifice cântării populare și libertatea deplină de exprimare pe care i-o dă ea interpretei, favorizează cu atât mai mult împlinirea artei sale în plan emoțional, forța comunicării prin care Mioara Velicu reușește să dezvăluie un tip de sensibilitate cu totul aparte, atingând toate extremele trăirilor sufletești, de la expresiv sau nostalgic și până la exuberant, găsind inflexiuni vocale potrivite atât pentru cântecul de înstrăinare cât și pentru debordanta strigătură de joc, ori pentru versul plin de umor al cântecului de lume și petrecere.

## Discografie
| An                | Număr de catalalog                                                | Format            | Lista pieselor în ordinea în care sunt editate pe materialele discografice | Acompaniament | Casa de discuri                          |
| ----------------- | ----------------------------------------------------------------- | ----------------- | --- | --- | ---------------------------------------- |
| 1978              | 45-EPC 10.562 (Merg prin codru și doinesc)                        | vinil, EP, 17 cmm | A1. Merg prin codru și doinesc A2. Am un foc la inimioară B1. Cântecul cioănașului B2. Hora în două părți | Orchestra "Trandafir de la Moldova" din Vaslui Dirijor: Nicolae Bălan | Electrecord                              |
| 1984              | ST-EPE 02544 (Așa-i hora pe la noi)                               | vinil, LP, 30 cm  | A1. Așa-i hora pe la noi A2. Pădure cu brazi umbroși A3. Când aud cucul cântând A4. Pe deasupra casei mele A5. Dorul meu de l-aș cânta A6. Mă-ntreabă fetele-n sat B7. Ieși afară, soacră mare B8. Pe-o cumpănă la fântână B9. Jocu-i din bătrâni lăsat B10. Inimioară, inimioară B11. Când m-a făcut mama mea | Orchestra Ansamblului "Ciocârlia" Dirijor: George Sârbu | Electrecord                              |
| 1988              | ST-EPE 03458 Hai la joc, bădiță                                   | vinil, LP, 30 cm  | A1. Hai la joc, bădiță A2. Bade, cu ochii căprui A3. Ce-am auzit, măi, bădiță A4. Greu e dorul, când e dor A5. Inimioară cu dor mult A6. Zboară, zboară, ciocârlie B7. Colo-n pădurice B8. Badea nu mă crede B9. Astăzi am ieșit la joc B10. Mai ții minte, măi Ionele B11. Pârâiaș, apa din tine B12. Pe câmpul cu florile B13. Vin', bade, noaptea pe lună | Orchestra Ionel Gotescu Dirijor: Ionel Gotescu | Electrecord                              |
| 1989              | STC 00557 Hai la joc, bădiță                                      | casetă audio      | A1. Hai la joc, bădiță A2. Bade, cu ochii căprui A3. Ce-am auzit, măi, bădiță A4. Greu e dorul, când e dor A5. Inimioară cu dor mult A6. Zboară, zboară, ciocârlie A7. Când m-a făcut mama mea A8. Pădure cu brazi umbroși A9. Ieși afară, soacră mare B10. Colo-n pădurice B11. Badea nu mă crede B12. Astăzi am ieșit la joc B13. Mai ții minte, măi Ionele B14. Pârâiaș, apa din tine B15. Pe câmpul cu florile B16. Vin', bade, noaptea pe lună B17. Mă-ntreabă fetele-n sat B18. Așa-i hora pe la noi B19. Când aud cucul cântând | Orchestra ansamblului "Ciocârlia" Dirijor: George Sârbu (A7-A9, B17-B19) Orchestra Ionel Gotescu Dirijor: Ionel Gotescu (A1-A6, B10-B16) | Electrecord                              |
| 1990              | STC 00657 (Hai la joc, bădiță Stane)                              | casetă audio      | A1. Hai la joc, bădiță Stane A2. Cine îmbătrânește omul A3. Astăzi am să cânt mai bine A4. Pădurice verde A5. Zi-i, Vasile, zi-i mai bine A6. Horă bătrânească A7. Pe-o cumpănă, la fântână A8. Frumoși ochi are badea A9. Inimioară, inimioară B10. Merg prin codru și doinesc B11. Am un foc la inimioară B12. Cântecul ciobănașului B13. Horă în două părți B14. Pe deasupra casei mele B15. Dorul meu de l-aș cânta B16. Jocu-i din bătrâni lăsat B17. Când m-a făcut mama mea B18. M-o făcut mama frumoasă B19. Când îi horă mare pe la noi prin sat | - | Electrecord                              |
| 1991              | ST-EPE 03909 Am trecut, lume, prin tine                           | vinil, LP, 30 cm  | A1. Douăzeci de primăveri A2. Când îi horă mare A3. Hai, la joc, bădiță Stane A4. Mai am o zi și mă duc A5. Azi în sat e sărbătoare B6. M-o făcut mama frumoasă B7. Am avut doi megieși B8. Zi-i, Vasile, zi-i mai bine B9. Asta-i horă din bătrâni B10. Spune, bade, ce-i cu tine B11. Am trecut, lume, prin tine | Orchestra Viorel Leancă Dirijor: Viorel Leancă | Electrecord                              |
| 1995              | P 3015 Douăzeci de primăveri                                      | casetă audio      | A1. Douăzeci de primăveri A2. Când îi horă mare A3. Ce-am auzit, măi, bădiță A4. Cântecul ciobănașului A5. Azi în sat e sărbătoare A6. Spune, bade, ce-i cu tine A7. Mai ții minte, măi Ionele A8. Astăzi am ieșit la joc A9. Greu e dorul când e dor A10. Am un foc la inimioară B11. Am avut doi megieși B12. Asta-i horă din bătrâni B13. Pe câmpul cu florile B14. Am trecut, lume, prin tine B15. Hai, la joc, bădiță Stane B16. Badea, cu ochii căprui B17. Mai am o zi și mă duc B18. M-o făcut mama frumoasă B19. Colo-n pădurice B20. Hai la joc, bădiță | Orchestra Viorel Leancă Dirijor: Viorel Leancă (A1, A2, A5, A6, B11, B12, B14, B15, B17, B18) Orchestra "Trandafir de la Moldova" din Vaslui Dirijor: Nicolae Bălan (A4, A10) Orchestra Ionel Gotescu Dirijor: Ionel Gotescu (A3, A7-A9, B13, B16, B19, B20) | Poker Sound by Roton                     |
| 1996              | STC 001129 RO 3015 Hai la joc, bădiță                             | casetă audio      | A1. Hai, la joc, bădiță Stane A2. Douăzeci de primăveri A3. Azi în sat e sărbătoare A4. M-o făcut mama frumoasă A5. Asta-i horă din bătrâni A6. Zi-i, Vasile, zi-i mai bine A7. Am avut doi megieși A8. Spune, bade, ce-i cu tine A9. Am trecut, lume, prin tine A10. Greu e dorul când e dor A11. Când îi horă mare B12. Hai la joc, bădiță B13. Ce-am auzit, măi, bădiță B14. Astăzi am ieșit la joc B15. Mai am o zi și mă duc B16. Badea, cu ochii căprui B17. Colo-n pădurice B18. Vin', bade, noaptea pe lună B19. Mai ții minte, măi Ionele B20. Zboară, zboară, ciocârlie B21. Pe câmpul cu florile                                                                                | Orchestra Viorel Leancă Dirijor: Viorel Leancă (A1-A9, A11, B15) Orchestra Ionel Gotescu Dirijor: Ionel Gotescu (A10, B2-B14, B16-B21) | Electrecord - Roton                      |
| 1998              | STC 001301 Haideți să cântăm cu Mioara Velicu și Benone Sinulescu | casetă audio      | A1. Of, of, dragostea! A2. Nu știu mamă, ce-i cu mine A3. Tot pe loc, mai cu foc! A4. Bună ziua, bade dragă A5. Când trecui azi pe uliță A6. Inimă, nu fii rea! A7. Când am plecat în armată A8. Doamne, n-am avut noroc! B9. Anii s-or călători B10. Hai la nuntă B11. Haideți să cântăm B12. Vecină, dragă vecină B13. Săracul bărbatul meu B14. La horă-n luncă B15. Trece vremea B16. Unde-ai fost bărbate? B17. Supărată cum sunt eu | Orchestra Paraschiv Oprea Dirijor: Paraschiv Oprea | Electrecord                              |
| 1998              | E-065 M. V. și Ansamblul Folcloric Baladele Deltei” din Tulcea    | casetă audio      | A1. Hai bădiță și-om juca A2. Eu de când mă știu pe lume A3. Zi-i mai tare, lăutare! A4. Hai, să scoatem danțu-afară! A5. Tot mă ceartă barbatul A6. Drag mi-e chipul mamei mele A7. Măi bădiță sprâncenat A8. Arză-te-ar focul de viață! A9. Hora de la Prut A10. Mi-a venit vremea să mor A11. Când eram la mama fată | Ansamblul Folcloric ”Baladele Deltei” din Tulcea Dirijor: Ștefan Petriman | Eurostar                                 |
| 1999              | STC 001303 Când aud că-i horă-n sat                               | casetă audio      | A1. Când aud că-i horă-n sat A2. Arză-te-ar focul de viață! A3. Hora de la Prut A4. Bate toba, mărunțel! A5. Mi-a venit vremea să mor A6. A venit toamna bogată A7. Cântecul șoferului A8. Tot mă ceartă bărbatul A9. Eu de când mă știu pe lume A10. Drag mi-e chipul mamei mele B11. Hai, să scoatem danțu-afară! B12. Aoleu, m-aș mărita! B13. Am primit ieri o scrisoare B14. Trompeta B15. Zi-i mai tare, lăutare! B16. Te rugam măicuța mea B17. M-o făcut mama frumoasă B18. Omul care nu iubește B19. Doamne, când o fi să mor! B20. Vorbește lumea, vorbește | Orchestra "Ciocârlia" Dirijor: Constantin Arvinte Solo trompetă: Pancirel Costandache (B14) | Electrecord                              |
| 1999              | EDC 298 Când aud că-i horă-n sat                                  | compact disc      | 1. Când aud că-i horă-n sat 2. Arză-te-ar focul de viață! 3. Hora de la Prut 4. Bate toba, mărunțel! 5. Mi-a venit vremea să mor 6. A venit toamna bogată 7. Cântecul șoferului 8. Tot mă ceartă bărbatul 9. Eu de când mă știu pe lume 10. Drag mi-e chipul mamei mele 11. Hai, să scoatem danțu-afară! 12. Aoleu, m-aș mărita! 13. Am primit ieri o scrisoare 14. Trompeta 15. Zi-i mai tare, lăutare! 16. Te rugam măicuța mea 17. M-o făcut mama frumoasă 18. Omul care nu iubește 19. Când m-o făcut mama mea 20. Douăzeci de primăveri 21. Doamne, când o fi să mor! 22. Așa-i hora pe la noi 23. Vorbește lumea, vorbește 24. Tare-s mândră că-s soldat 25. Pădure cu brazi umbroși | Orchestra "Ciocârlia" Dirijor: Constantin Arvinte (1-19, 21, 23, 24) Solo trompetă: Pancirel Costandache (14) Orchestra Viorel Leancă Dirijor: Viorel Leancă (20) Orchestra "Ciocârlia" Dirijor: George Sârbu (22, 25) | Electrecord                              |
| 2001              | STC 001430 Hai, să ridicăm paharul!                               | casetă audio      | A1. De-aș avea bărbat cuminte A2. Amărât e omul, Doamne! A3. Of, tinerețea mea! A4. Beau și azi și beau și mâine A5. Cât necaz am strâns pe lume A6. Of, ce grea e dragostea! A7. Hai, să ridicăm paharul! A8. Din cântecele Mariei Tănase si Ioanei Radu B9. Nu-ți pese lumea ce-ți spune B10. Romanța mamei B11. Inimă, nu fii rea! B12. Mi-e dor de-o seară cu romanțe B13. Așa-i dragostea! B14. La geamuri ape repezi curg B15. Iubește, bade, iubește! B16. Pe o culme tristă doarme | Orchestra Paraschiv Oprea Dirijor: Paraschiv Oprea | Electrecord                              |
| 2001              | EDC 440 Hai, să ridicăm paharul!                                  | compact disc      | 1. De-aș avea bărbat cuminte 2. Amărât e omul, Doamne! 3. Of, tinerețea mea! 4. Beau și azi și beau și mâine 5. Cât necaz am strâns pe lume 6. Of, ce grea e dragostea! 7. Hai, să ridicăm paharul! 8. Din cântecele Mariei Tănase si Ioanei Radu 9. Romanța mamei 10. Nu-ți pese lumea ce-ți spune 11. Mi-e dor de-o seară cu romanțe 12. Inimă, nu fii rea! 13. La geamuri ape repezi curg 14. Așa-i dragostea! 15. Pe o culme tristă doarme 16. Iubește, bade, iubește! | Orchestra Paraschiv Oprea Dirijor: Paraschiv Oprea | Electrecord                              |
| 2002              | STC 001452 Tare mi-e drag a juca                                  | casetă audio      | A1. Azi în sat e nuntă mare A2. Hai, moșnege și-om juca! A3. Tare mi-e drag a juca A. Du-te dor și nu mai sta! A5. Bine cântă cobza mea A6. Arda-l focu' măritat! A7. Hai la joc, bădiță! A8. Of, lume, lume A9. Sârba de la Valea Mare A10. Măi, bădiță, sprâncenat A11. Hai la joc, bădiță Stane! A12. Săracul bărbatul meu B13. Dragostea din ce-i făcută B14. Mă-ntreabă fete-n sat B15. Hai la masa mea, străine! B16. Când eram la mama fată B17. Astăzi am ieșit la joc B18. Mamă, dorul de la tine B19. Trec zilele, trec și eu B20. Mai ții minte, măi Ionele B21. Mândră floare-i norocu' B22. De s-ar face dealul șes                                                           | Orchestra Constantin Arvinte Dirijor: Constantin Arvinte | Electrecord                              |
| 2002              | EDC 468 Tare mi-e drag a juca                                     | compact disc      | 1. Azi în sat e nuntă mare 2. Hai, moșnege și-om juca! 3. Tare mi-e drag a juca 4. Du-te dor și nu mai sta! 5. Bine cântă cobza mea 6. Arda-l focu' măritat! 7. Când îi horă mare 8. Hai la joc, bădiță! 9. Of, lume, lume 10. Sârba de la Valea Mare 11. Măi, bădiță, sprâncenat 12. Hai la joc, bădiță Stane! 13. Săracul bărbatul meu 14. Dragostea din ce-i făcută 15. Mă-ntreabă fete-n sat 16. Hai la masa mea, străine! 17. Când eram la mama fată 18. Astăzi am ieșit la joc 19. Mamă, dorul de la tine 20. Trec zilele, trec și eu 21. Mai ții minte, măi Ionele 22. Mândră floare-i norocu' 23. De s-ar face dealul șes                                                          | Orchestra Constantin Arvinte Dirijor: Constantin Arvinte | Electrecord                              |
| 2002              | STC 001462 Bate toba mărunțel!                                    | casetă audio      | A1. Bătuta lui Borona A2. Mi-o spus, tata, într-o seară A3. Joacă, fetele cu foc A4. Frumoasă-i nunta la țară A5. Bătuta de la "Zece Prăjini" A6. Bate toba mărunțel! A7. Jocu-i din bătrâni lăsat A8. Omule, te-aș întreba A9. Hora lui Tractoru A10. Hai la joc, bădiță! A11. Mâine, toți recruții pleacă A12. Astăzi am să cânt mai bine A13. Greu e, Doamne, prin străini B14. Hora de la "Zece Prăjini" B15. Când eram la mama fată B16. Hai, să scotem danțu-afară! B17. Însoară-te, măi bădiță! B18. Sârba de la Iași B19. Hora de la Prut B20. Tare mi-e drag a juca B21. Mă duc, mândro, la armată B22. Tot pe loc, mai cu foc B23. Sârba lui Costel Șarampel                     | Fanfara din "Zece Prăjini" Voce: Mioara Velicu (A2-A4, A6-A8,A10-A13, B2-B4, B6-B9) Fanfara din "Zece Prăjini" (A1, A5, A9, B1, B5, B10) | Electrecord                              |
| 2002              | EDC 479 Bate toba mărunțel!                                       | compact disc      | 1. Bătuta lui Borona 2. Mi-o spus, tata, într-o seară 3. Joacă, fetele cu foc 4. Frumoasă-i nunta la țară 5. Bătuta de la "Zece Prăjini" 6. Bate toba mărunțel! 7. Jocu-i din bătrâni lăsat 8. Omule, te-aș întreba 9. Hora lui Tractoru 10. Hai la joc, bădiță! 11. Mâine, toți recruții pleacă 12. Tare mi-e drag a juca 13. Hora de la "Zece Prăjini" 14. Când eram la mama fată 15. Hai, să scotem danțu-afară! 16. Însoară-te, măi bădiță! 17. Sârba de la Iași 18. Hora de la Prut 19. Astăzi am să cânt mai bine 20. Mă duc, mândro, la armată 21. Tot pe loc, mai cu foc 22. Greu e, Doamne, prin străini 23. Sârba lui Costel Șarampel                                            | Fanfara din "Zece Prăjini" Voce: Mioara Velicu (2-4, 6-8, 10-12, 14-16, 18-22) Fanfara din "Zece Prăjini" (1, 5, 9, 3, 17, 23) | Electrecord                              |
| 2007              | EDC 784 Anii s-or călători cu Benone Sinulescu                    | compact disc      | 1. Of, of, dragostea! 2. Nu știu mamă, ce-i cu mine 3. Tot pe loc, mai cu foc! 4. Bună ziua, bade dragă 5. Când trecui azi pe uliță 6. Inimă, nu fii rea! 7. Când am plecat în armată 8. Doamne, n-am avut noroc! 9. Anii s-or călători 10. Hai la nuntă 11. Haideți să cântăm 12. Vecină, dragă vecină 13. Săracul bărbatul meu 14. La horă-n luncă 15. Trece vremea 16. Unde-ai fost bărbate? 17. Supărată cum sunt eu | Orchestra Paraschiv Oprea Dirijor: Paraschiv Oprea | Electrecord                              |
| 2009              | Ce-ar fi lumea fără cântec                                        | compact disc      | 1. Ce-ar fi lumea fără cântec 2. Când era omu' fecior 3. Lume, lume amăgitoare 4. De trei zile mă gătesc 5. Uite-așa se joacă hora mare 6. Măicuță mult ai mai plâns 7. Pădurare, om cu bani 8. M-o-ntrebat barbatu-aseară 9. Când ai surori și ai frați 10. La nuntă de gospodari 11. Eu nu m-am născut bogată 12. Din bătrâni noi știm o vorbă veche 13. Atâta lume mă-ntreabă 14. Supărat bărbatul meu 15. Zi-i Gheorghiță, zi-i cu foc 16. Azi e mare sărbătoare 17. Bade, hai vino-ncoa' 18. Măi primare gospodar | Orchestra "Lăutarii" din Chișinău Dirijor: Nicolae Botgros | Euromusic                                |
| 21 octombrie 2010 | Hai, Catrină, și ne-arată!                                        | compact disc      | 1. Hai, Catrină, și ne-arată! 2. Hai la joc, bădiță! 3. Zi-i mai tare, lăutare! 4. Trompeta 5. Hai la masa mea, străine 6. Zi-i, Gheorghiță, zi-i cu foc! 7. Aoleu, m-aș mărita! 8. Bine cântă cobza mea 9. Pădure cu brazi umbroși 10. Omule, te-aș întreba 11. Mi-o spus tata într-o seară 12. Cât necaz am strâns pe lume 13. Doamne, cand o fi să mor 14. Douăzeci de primăveri | Orchestra "Ciocârlia" Dirijor: George Sârbu (1, 9) Orchestra Ionel Gotescu Dirijor: Ionel Gotescu (2) Orchestra Constantin Arvinte Dirijor: Constantin Arvinte (3-5, 7, 8, 13) Solo trompetă: Pancirel Costandache (4) Orchestra "Lăutarii" din Chișinău Dirijor: Nicolae Botgros (6) Orchestra Paraschiv Oprea Dirijor: Paraschiv Oprea (12) Fanfara din "Zece Prăjini" (10, 11) Orchestra Viorel Leancă Dirijor: Viorel Leancă (14) | Drepturi de autor Taifasuri Media S.R.L. |
| 2017              | Nu mă las și nu mă las                                            | compact disc      | 1. Nu mă las și nu mă las 2. Bate toba-n două bețe 3. Bate vântul bate 4. Când veneam codrii prin tine 5. Crenguță de lemn uscat 6. Cumatră, frumoasă ești 7. Ionel de la Tecuci 8. Slabă-i mintea la femei 9. Toate cântecele mele 10. Vornicel de la Vaslui 11. Tare-mi mai ești lume dragă 12. Măi badiță, Constantine 13. Bată-l focu om sucit 14. Pentr-un pui ce l-am iubit 15. De când mama e plecată 16. Mi-o pierdut mama norocul 17. Vecina, bat-o s-o bată 18. Mă ajunge câte-un dor 19. Lic lic | Orchestra "Ciprian Porumescu" Suceava Dirijor: Răzvan Mitoceanu (1) Orchestra populară "Rapsozii Botoșanilor" Dirijor: Ioan Cobâlă (2-19) În duet cu Paul Surugiu - Fuego (19) | Euromusic                                |